# Ciudad Nuclear

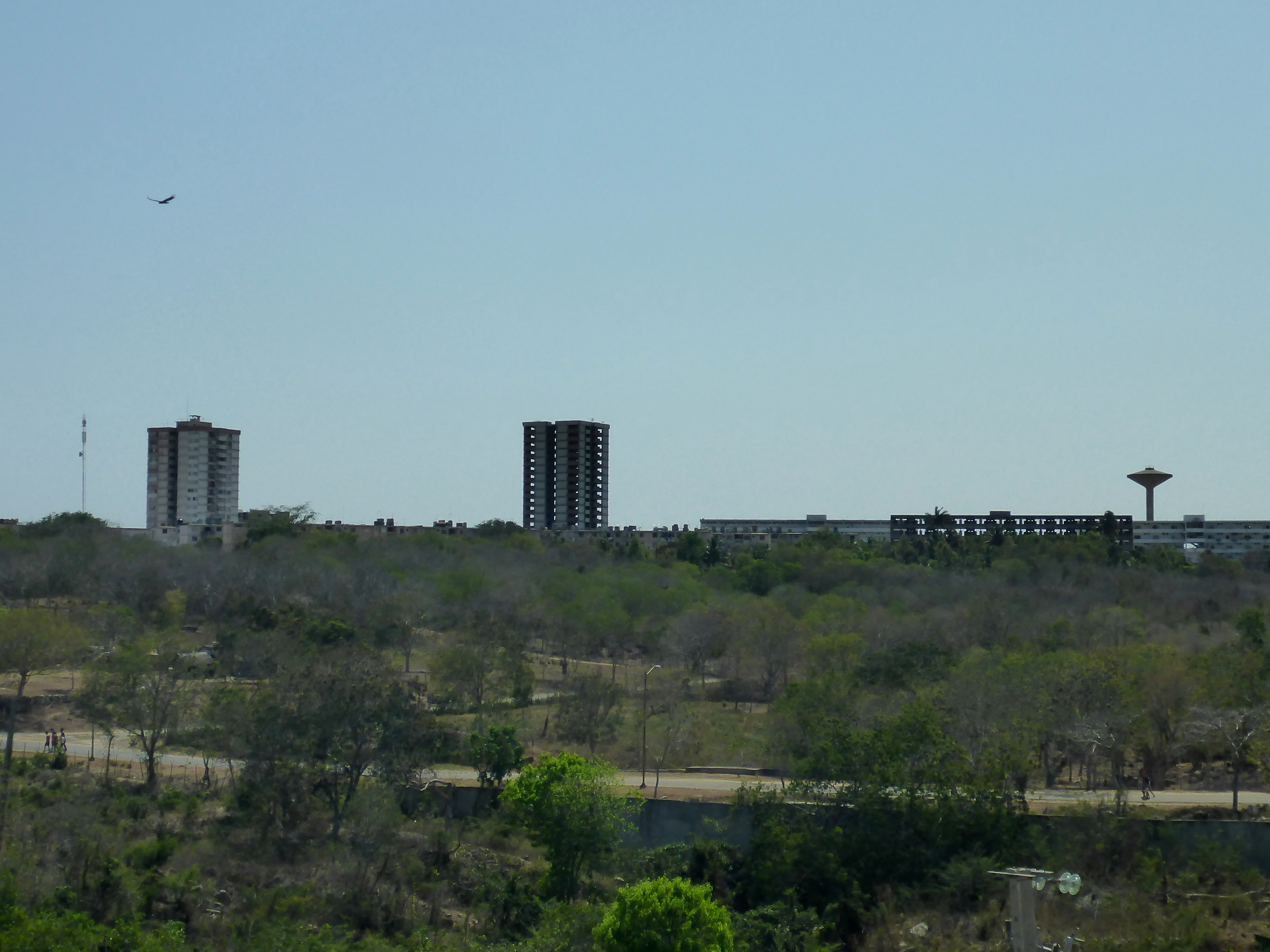
Südliche Teilansicht mit teilweise im Rohbau verbliebenen Gebäuden (2016)

Ciudad Nuclear ist der Name einer zwischen 1980 und 1992 errichteten Wohnsiedlung etwa 9 Kilometer südlich des Zentrums der kubanischen Stadt Cienfuegos am meerseitigen Eingang zur großen Jagua-Bucht. Sie wurde als Wohnort für die am Bauprojekt des Kernkraftwerks Juraguá beteiligten kubanischen und ausländischen Arbeitskräfte und ihre Familien errichtet.
Im Zusammenhang mit den Planungen für Kubas erstes Atomkraftwerk nahe der Stadt Cienfuegos begannen auch Planungen für die Unterkunft der Bauarbeiter und der späteren Kraftwerksmitarbeiter. 1976 wurde der Standort für die Siedlung festgelegt: rund fünf Kilometer östlich des Kraftwerksgeländes. 1980 war der offizielle Baubeginn. Vorgesehen waren 4200 Wohnungen, wovon nur ein Teil fertiggestellt wurde. 1981 wurden die ersten Wohnungen ihren Bewohnern übergeben, am 13. Oktober 1982 wurde die Siedlung offiziell eingeweiht. Sie verfügte über zahlreiche öffentliche Einrichtungen, darunter beispielsweise eine Poliklinik, die 1987 eröffnet wurde und heute noch in reduzierter Form fortbesteht, oder ein ebenfalls noch existierendes Kulturhaus. Mit der am 5. September 1992 von Präsident Fidel Castro angekündigten Aussetzung des Kraftwerkbaus in Juraguá aus Kostengründen wurde auch der unmittelbar mit dem Großprojekt zusammenhängende Ausbau der Ciudad Nuclear abgebrochen, so dass sich dort zahlreiche Bauruinen befinden. Die Bewohner der Siedlung stammten aus verschiedenen Teilen Kubas, bis 1992 lebten hier auch mehrere hundert ausländische Fachberater und Ausbilder aus der Sowjetunion sowie teilweise aus Bulgarien und anderen Ländern des Ostblocks.
Verwaltungstechnisch bildet Ciudad Nuclear gemeinsam mit der unmittelbar nordöstlich gelegenen Siedlung Castillo de Jagua die Einheit „Castillo-CEN“ (CEN als Abkürzung von „central electronuclear“, Spanisch für Atomkraftwerk), die zum Municipio Cienfuegos gehört. Mit dem Stadtzentrum von Cienfuegos ist Ciudad Nuclear über eine Personenfähre verbunden, die mehrere Stationen entlang der Jagua-Bucht anfährt und für die gesamte Überfahrt rund eine Stunde benötigt. Einzige Landverbindung ist eine wenig befahrene Landstraße, die von Cienfuegos aus über das Dorf Juraguá und am Kraftwerksgelände vorbei bis zur historischen Festung „Nuestra Señora de los Ángeles de Jagua“ (bekannt als „Castillo de Jagua“) am Eingang zur Jagua-Bucht führt. Unmittelbar östlich der Wohnsiedlung liegt der kleine Strand Playa Rancho Club, wenige Meter südlich davon befindet sich der Campismo Jagua, eine am Ufer der Buchteinfahrt errichtete Ferienanlage mit Übernachtungshütten einfachen Standards.

## Galerie

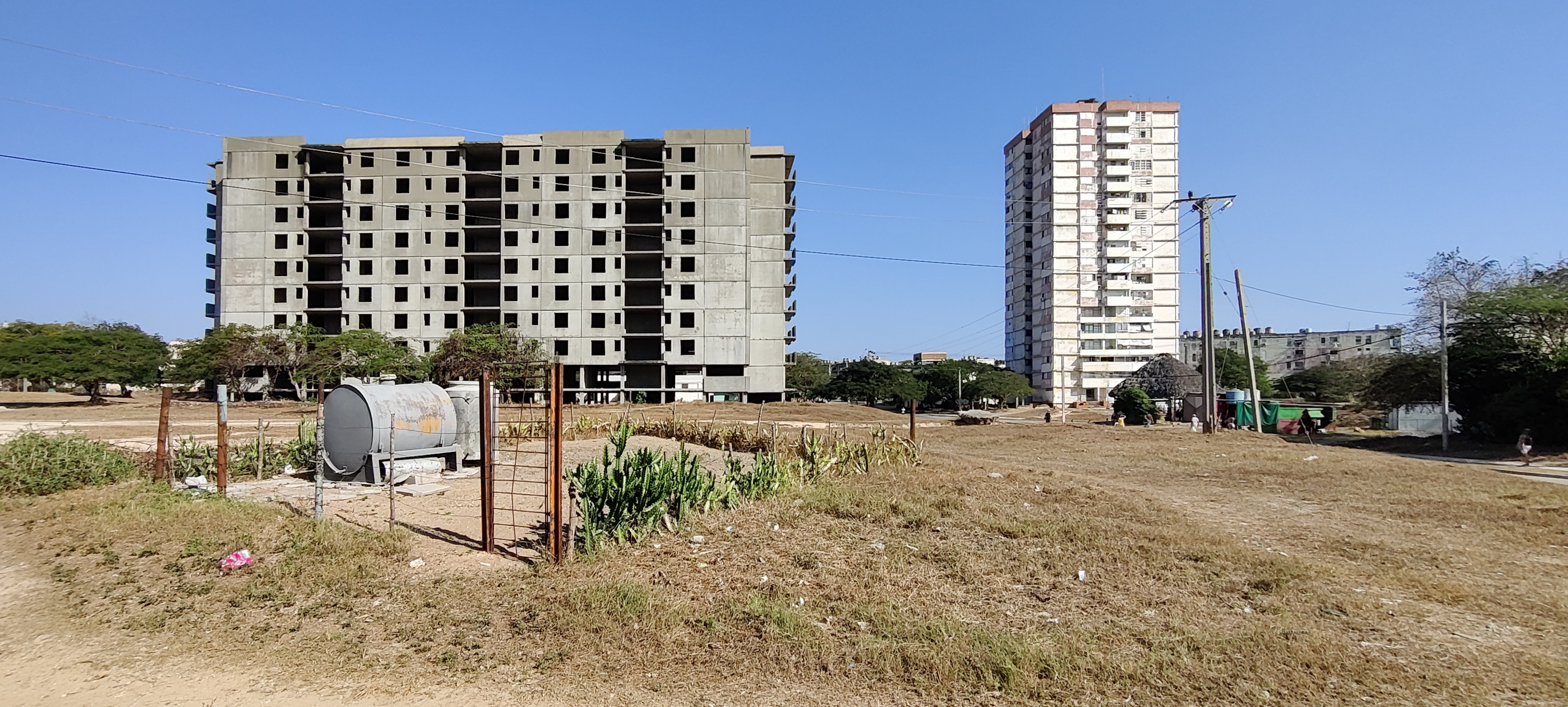
2023
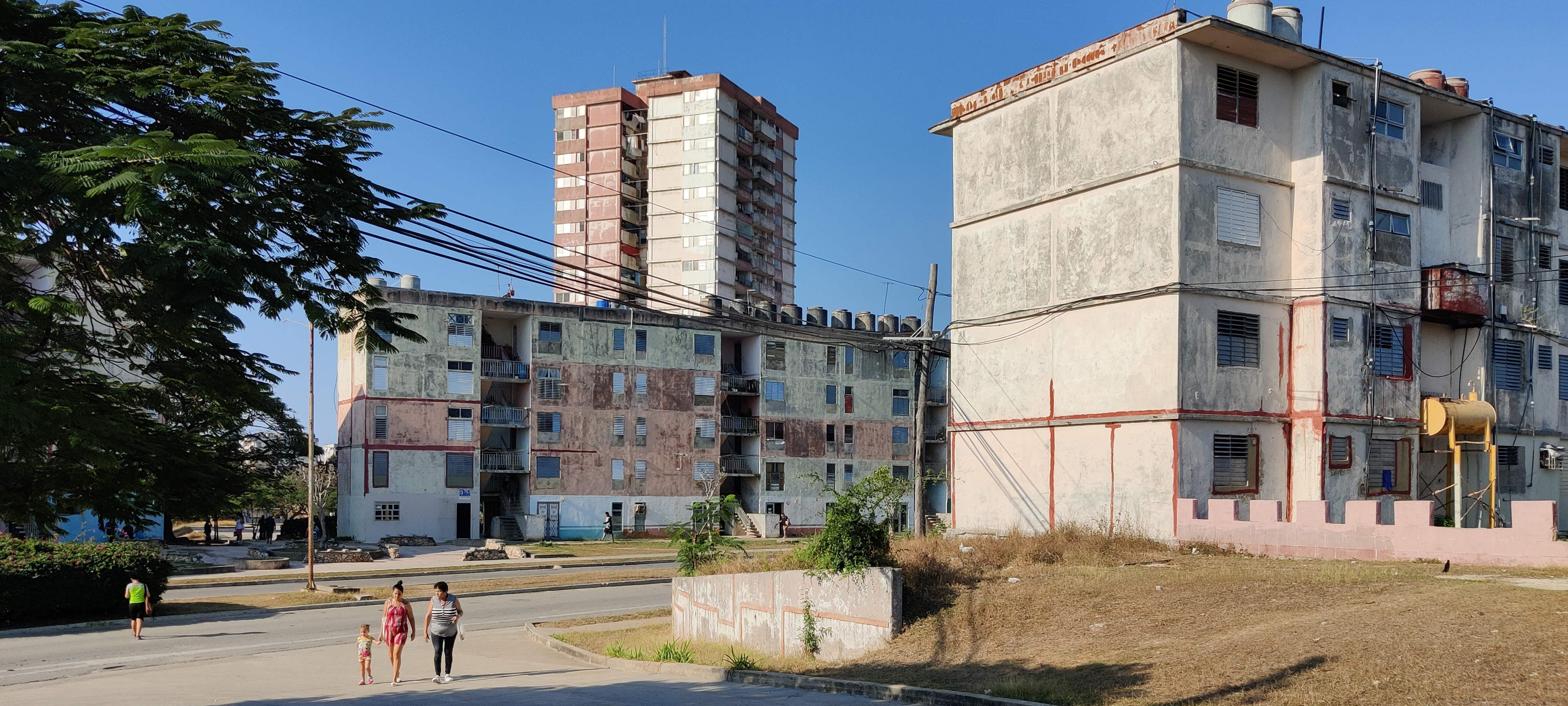
2023
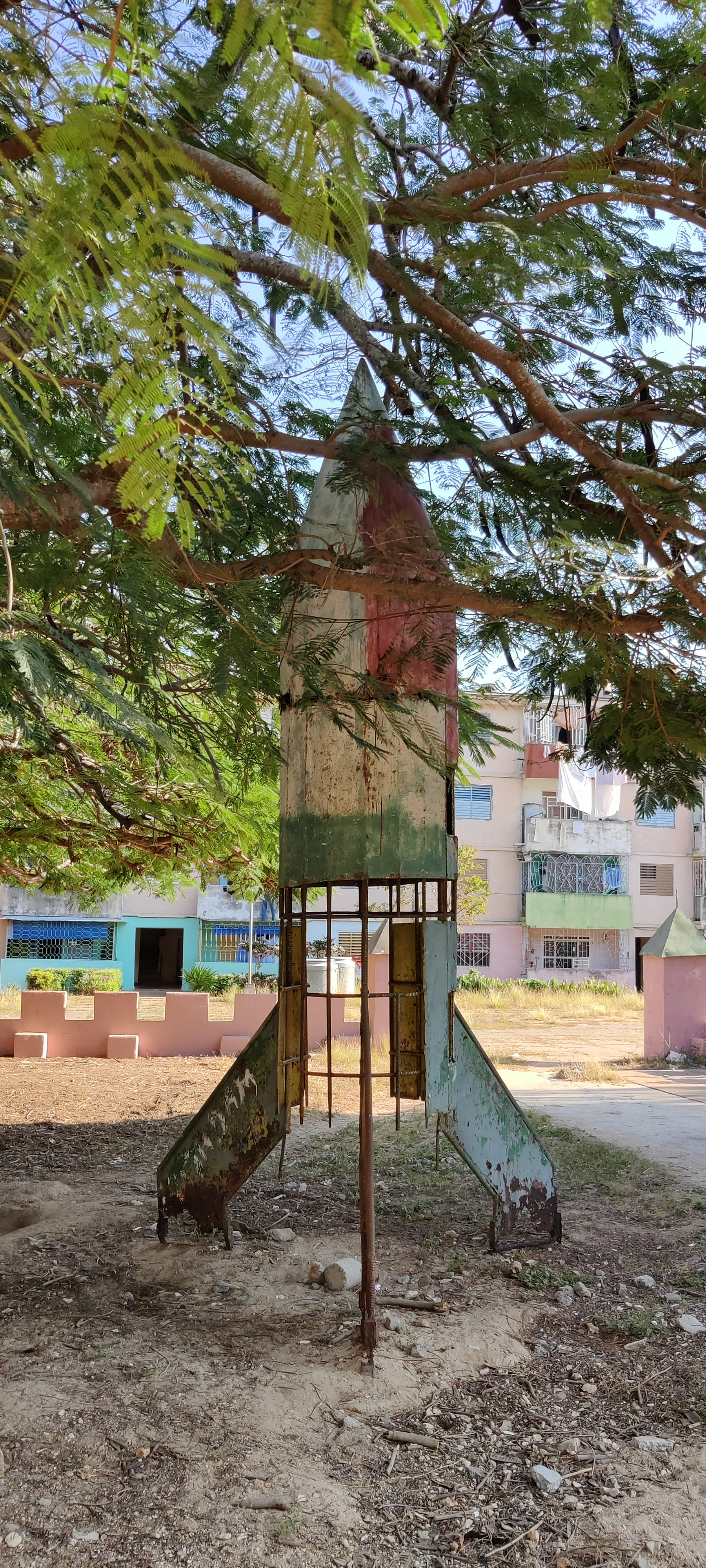
2023
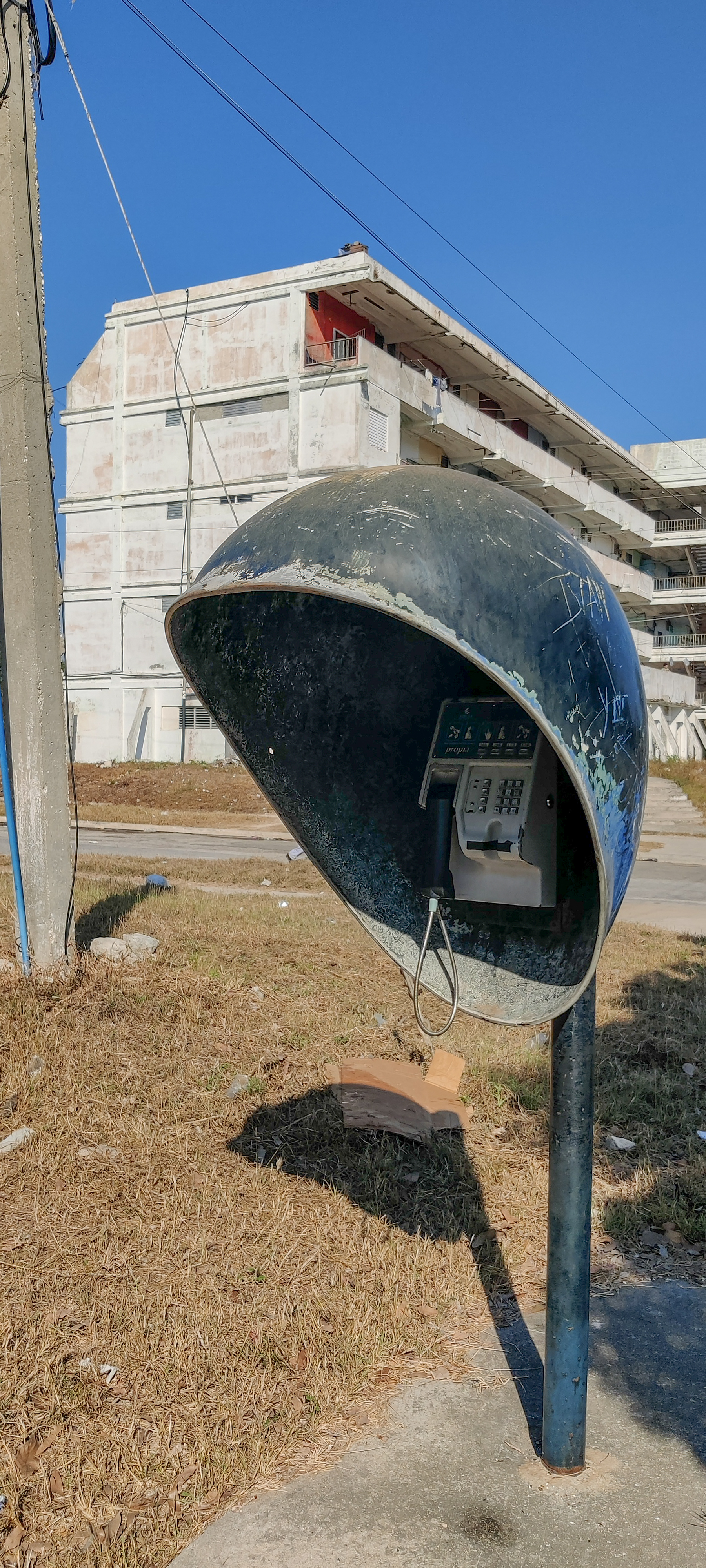
2023
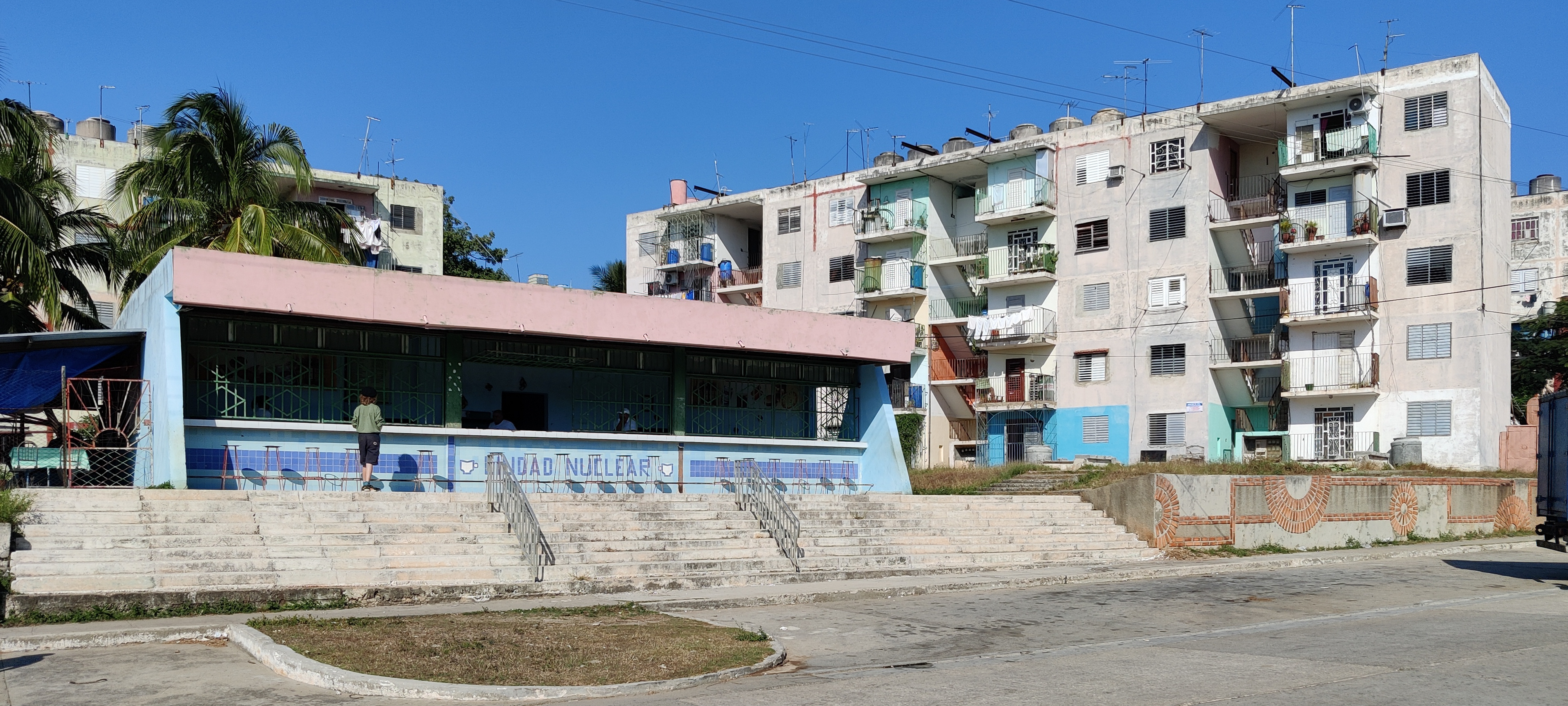
2023

## Filmische Verarbeitung
- Mónica Discépola: Las tres islas. Dokumentarfilm, Kuba 2011, 61 Minuten (auf Vimeo online zu sehen, Spanisch)
- Carlos Machado Quintela: La obra del siglo. (englischer Titel: The Project of the Century) Spielfilm, Kuba/Argentinien/Deutschland/Schweiz 2015, 100 Minuten[3]
- Adrián Silvestre: Natalia Nikolaevna. Dokumentarischer Kurzfilm, Spanien 2014, 30 Minuten (, Spanisch)[4]
- Arturo Sotto: Bretón es un bebé. Dokumentarfilm, Kuba/Brasilien 2008, 52 Minuten (neunminütiges Kapitel über Ciudad Nuclear auf YouTube, kompletter Film bei cubainformación.tv, Spanisch)